# La Llorona (llegenda)
La Llorona és un espectre del folklore hispanoamericà que, segons la tradició oral, és l'ànima en pena d'una dona que va ofegar els seus fills i que després, penedida i maleïda, els buscava a les nits per rius, pobles i ciutats, espantant amb el seu colpidor plor els qui la veien o sentien. La llegenda té multitud de versions, amb generalitats i particularismes propis de moltes regions. Malgrat això, el seu relat màgic i sobrenatural, emergit de múltiples orígens, és constant i recognoscible, amb afegits, texturitzacions i hibridacions de diversa mena.
La llegenda de La Llorona té orígens prehispànics, i pren forma de diversos personatges amb característiques similars, presents en les cosmogonies i creences ancestrals dels pobles autòctons d'Amèrica, transmesos de forma oral de generació en generació, trobant-se relats comuns però amb diverses imatges, emblemes i símbols, la qual cosa li dona a la llegenda una rica diversitat cultural. Durant l'època colonial, les generalitats de la llegenda van prendre forma, i al llarg del temps, la llegenda s'ha convertit en part de l'imaginari col·lectiu d'Hispanoamèrica, transcendint fronteres i tornant-se part de la identitat cultural de molts països. En l'actualitat, la llegenda continua sent molt popular des de Mèxic fins a Xile, així com en els estats del sud dels Estats Units amb major població de parla hispana, com Arizona, Texas i Nou Mèxic. En el cas particular de Mèxic, el personatge de La Llorona és un símbol d'identitat nacional i Patrimoni Cultural Intangible de la Ciutat de Mèxic.
La llegenda de La Llorona ha tingut moltes funcions: ha servit per espantar la mainada, per atemorir a parelles perquè siguin fidels, per evitar infanticidis, com a paràbola de justícia divina o com a símbol col·lectiu. Al llarg de la història, la figura de la Llorona i la seva tràgica i eterna condemna de vagar durant segles sense poder trobar els seus fills, ha inspirat gran quantitat de manifestacions culturals, literatura, cançons populars, obres de teatre, bibliografia i arts audiovisuals de cinema i televisió.

## Orígens
La presència de fantasmes que ploren als rius per motius diversos és una característica recurrent de la mitologia aborigen dels pobles prehispànics. És així com poden trobar-se trets d'aquests espectres en diverses de les cultures precolombines, que eventualment, amb l'arribada dels conqueridors espanyols, van anar assumint trets comuns a causa de l'expansió hispana sobre el continent. La llegenda és una història que posseeix referents mítics de l'univers prehispànic, però que el seu drama i l'imaginari col·lectiu i atemoreix l'ordre colonial.
Per explicar l'origen de la llegenda de La Llorona, s'han proposat tres teories: un enfocament literalista, és a dir, els fets van ocórrer realment: una dona va matar als seus propis fills i a partir d'allí, la història es va anar explicant una vegada i una altra fins a convertir la dona en fantasma i la història en llegenda; un abordatge evemerista, és a dir, on un mite se superposa sobre una història real amb referents concrets; i finalment, un enfocament parabòlic, que té una lectura apologètica i simbòlica, amb un sentit ocult, en el qual la història sorgeix com una forma de donar veu a sectors silenciats, és aquest cas, els indígenes durant la Conquesta i la colonització.

### Llegendes prehispàniques
Per a les cultures ancestrals d'Amèrica Llatina, els mites responen a les interrogants sobre l'origen de l'home i l'Univers. Aquests mites van desplaçar-se de societats autòctones d'Amèrica durant les seves migracions, transmetent-se de forma oral a durant generacions. Els mites tradicionalment estan lligats a la religió i el culte. Els seus personatges són éssers divins, alhora adorats i temuts, els poders transcendeixen l'intel·lecte humà. Ja siguin mites quítxua, nàhuatl, guaraní o aimara, la seva essència rau en la necessitat de l'esperit indígena de desentranyar les meravelles i misteris que l'envolten i espanten. La llegenda de La Llorona és, sobretot, una història creada per donar atemorir.

#### Mites mesoamericans
A Mèxic, lloc on neix la llegenda, diversos investigadors estimen que La Llorona, com a personatge de la mitologia i de les llegendes mexicanes, té el seu origen en personatges prehispànics com Auicanime, entre els purépechas; Xonaxi Queculla, entre els zapoteques; Cihuacóatl, entre els nahuas; i Xtabay, entre els maies lacandons. Sempre se la identifica amb l'inframon, la fam, la mort, el pecat i la luxúria. En el cas de Xtabay (o Xtabal), aquesta deessa lacandona s'identifica com un esperit dolent amb forma d'una bella dona amb l'esquena en forma d'arbre buit. A l'induir els homes a abraçar-la, els torna bojos i els mata. La deessa zapoteca Xonaxi Queculla és una deïtat de la mort, de l'inframon i de la luxúria que apareix en algunes representacions amb els braços descarnats. Atractiva a primera vista, s'apareix als homes, els enamora i els sedueix per després transformar-los en esquelet i emportar-se'n l'esperit a l'inframon. Auicanime era considerada entre els purépechas com la deessa de la fam (el seu nom es pot traduir com la Necessitada). També era la deessa de les dones que morien en donar a llum en el seu primer part, les quals, segons la creença, es tornaven guerreres (mocihuaquetzaque), la qual cosa les convertia en divinitats i, per tant, en objectes d'adoració i ofrena. Aquesta abundància de deesses connectades amb cultes fàl·lics i sexuals va ser inici no només de la Llorona, sinó també d'altres fantasmes femenins que castiguen els homes, com la Siguanaba, la Cegua o la Bruta.

#### Cihuacóatl i altres deesses mexicas
En el cas particular dels mexicas, la llegenda prehispànica de La Llorona sorgeix d'una multitud de narracions orals híbrides. A La Llorona se l'ha relacionat amb la deessa prehispànica Tenpecutli, que purgava una pena per haver ofegat els seus fills en un riu. Aquesta deessa, que era molt bella, tenia la capacitat de canviar el seu rostre pel d'un animal si se la mirava als ulls, com els nahuales. Un altre personatge amb el qual se l'ha relacionat és amb la deessa de l'inframon Mictlancíhuatl, que seduïa i perdia als homes. També s'ha plantejat que La Llorona és un híbrid de tres deesses mexicas: Cihuacóatl (la deessa mare i dona serp), Teoyaominqui (la vigilant dels morts) i Quilaztli (deessa dels parts i els bessons). Per als mexiques, aquest trio de deesses es representava amb la figura d'una dona vestida de blanc que plorava pels seus fills perduts i escoltar-la era un mal presagi.
Un dels antecedents prehispànics més coneguts de la llegenda de La Llorona és el que la identifica amb la deessa mexica Cihuacóatl. Aquesta deessa posseeix diferents atributs: deessa de la terra (Coatlícue), de la fertilitat i dels parts (Quilaztli), dona guerrera (Yaocíhuatl) i mare (Tonantzin), tant dels mexicas com dels seus mateixos déus (era la mare de Huitzilopochtli, el major déu mexica). Cihuacóatl era també la patrona de les Cihuateteo, esperits de dones mortes durant el part que de nit criden i bramen en l'aire, que baixen a la terra en certs dies dedicats a elles en el calendari, per tal d'espantar a les cruïlles dels camins i que són fatals per als nens. A una d'aquestes Cihuateteo es podia escoltar a les nits, lamentant-se per la mort del seu fill i la seva vida. Li deien Chocacíhuatl -del náhuatl choka, 'plorar' i Cihuatl, 'dona'-. Era la primera de totes les mares que va morir en donar a llum. Allà flotaven en l'aire les calaveres descarnades i separades dels seus cossos (Chocacíhuatl i el seu fill), caçant a qualsevol viatger que hagués estat atrapat per la foscor de la nit. Si algun mortal veia aquestes coses, era un presagi segur d'infortuni o fins i tot mort. Era aquesta entitat una de les més temudes del món nahua des d'abans de l'arribada dels espanyols.

### La llegenda durant la Colonització
La llegenda de la Llorona pren forma durant la colonització espanyola d'Amèrica, ja que als antecedents prehispànics, s'hi suma la contribució espanyola per establir el mite com a tal, convertint La Llorona en un dels primers signes de mestissatge. La multiplicitat d'orígens i de versions sobre la mateixa història és una mostra més que clara que és producte de l'sincretisme. A causa de la naturalesa de les tradicions orals i el folklore, és possible que la llegenda nativa de la Llorona passés dels indígenes als espanyols, els quals li van agregar els seus propis elements d'acord als seus mites i que després, la llegenda, ja amb elements espanyols, passés una altra vegada als indígenes, que van tornar a incorporar els seus propis elements. Aquest procés també podria haver ocorregut de forma inversa.
En el folklore d'Espanya, es coneix com a dama de blanc al fantasma d'una dona vestida de blanc, comú en diversos països centreeuropeus. Aquests esperits estan relacionats amb cursos d'aigua, com a rius, fonts o pous, i podien ser alhora perilloses o benèfiques pels qui es troben amb ella. Criatures mitològiques del folklore associades a la Llegenda de l'Encantada, com les làmies basques, les xanes asturianes i les mouras gallegues, comparteixen característiques de les dames de blanc. A Catalunya i a Mallorca, les dames de blanc són presagis de mort, solcant boscos i muntanyes en nits de tempesta que apareixen com a dones d'enorme grandària, vestides amb una túnica blanca, amb una llum a la mà i els ulls en blanc. Segons la llegenda, la dama de blanc era el fantasma d'una dona que havia matat als seus fills per un amor no correspost.
Durant l'època de la Nova Espanya, la llegenda de La Llorona va patir transformacions. A causa de la por a l'heretgia, no se la podia identificar directament amb les deesses prehispánicas, pel que la seva descripció i les característiques van anar canviant per adaptar-se als nous estàndards colonials, encara que es va conservar la seva essència indígena: la vestimenta blanca, el cabell llarg i negre, el crit punyent de 'Ai fills meus!' i la seva relació amb l'aigua. Alhora deessa i dimoni, ningú, en el món colonial, pot resistir la seva aparició ni el seu plor d'ultratomba, ni tan sols els conqueridors establerts al vall de Mèxic, als qui a causa espant. Tant és així que fins i tot van instituir un toc de queda a les onze de la nit, ja que passada aquesta hora començaven a escoltar-se els gemecs esfereïdors de la dona espectral pels carrers de la ciutat de Mèxic. La seva visió garanteix la mort o la bogeria per a aquells que intenten esbrinar l'origen d'aquell gemec. Per als colons, la deessa prehispànica pren la forma d'una dona amb vestit blanc, amb la cara coberta per un vel (que cobreix el aterridor cara de l'angoixa), que travessa les empedrats carrerons i places de la ciutat llançant un esfereïdor crit de desesperança i derrota.
En el Mèxic colonitzat, la llegenda de La Llorona va ser identificada amb la història de Malinche, personatge clau durant la Conquesta de Mèxic. Per als colons, La Llorona era el fantasma de la Malinche que tornava penedida per plorar la seva desgràcia i la seva traïció al seu poble indígena. Aquesta visió negativa de la història de la Malinche i la seva relació amb Hernán Cortés és part de la llegenda negra d'aquests personatges. D'aquí semblen venir moltes de les versions que assenyalen a La Llorona com la protagonista d'una tràgica història d'amor i traïció entre la dona indígena (o mestissa o criolla) i la seva amant espanyol, que finalment la porta a l'infanticidi com a manifestació del desig de castigar l'home, en unes versions, o del pare de la dona, en altres, utilitzant les criatures com l'instrument de la venjança. No obstant això, encara que existeixen versions tant populars com literàries que associen la llegenda de La Llorona amb la Malinche, per a alguns investigadors, els dos personatges són oposats absoluts, a causa primerament a la realitat històrica (Malinche no va matar els seus fills), i també al seu simbolisme, ja que el seu estatus d'esclava sexual d'Hernán Cortés va crear la base del domini colonial en crear llaços entre indígenes i espanyols. La llegenda de La Llorona més aviat destrueix aquesta base en matar els seus fills mestissos.